# デヴィッド・ウォルターズ
デヴィッド・リー・ウォルターズ（David Lee Walters, 1951年11月20日 - ）は、1991年から1995年まで第24代オクラホマ州知事を務めたアメリカ合衆国の政治家である。
オクラホマ州カヌート生まれのウォルターズは彼はデヴィッド・ボーレン知事のプロジェクト・マネージャーを務め、オクラホマ大学健康科学センターの最年少の執行役員となった。知事としては教育予算増加に努めたが、軽度の選挙違反の罪を認めたことで論争を呼んだ。彼は知事選に再出馬せず、また2002年の連邦上院議員選挙でも敗北した。彼はウォルターズ・パワー・インターナショナルのCEOである。

## 前半生
オクラホマ州カヌート近郊で生まれ、1969年にカヌーと高校を総代として卒業した。彼は1973年にオクラホマ大学で産業工学の学士号、1977年にハーバード大学で経営学の修士号を取得した。
彼はデヴィッド・ボーレン知事のプロジェクト・マネージャーとオクラホマ大学健康科学センターのアシスタントと副学長を務めた。29歳で同大学史上最年少の執行役員となった。1982年、商業用不動産会社のバークス・グループに入社した。1984年に知事の100名からなる改革委員会の共同委員長に任命され、また1985年にアメリカン・フィデリティ・プロパティ・カンパニーの社長に就任した。

## オクラホマ州知事
1986年オクラホマ州知事選挙でウォルターズは民主党候補として出馬したが、20年前に1期目を務めて知事復帰を目指した共和党のヘンリー・ベルモンに敗れた。
1990年オクラホマ州知事選挙でウォルターズは州内77郡のうち75郡を制して当選した。彼の任期中に教育予算は約30%増加し、高等教育のための3億5000万の債権発行によりすべての州立大学キャンパスの建設と改修が行われた。
ウォルターズはオクラホマ州会議事堂の巨大な儀礼用ホールであるブルー・ルームを自分のオフィスにすることを計画していた。
ウォルターズは在任中、1万8000ドルの選挙寄付金を他人に帰属させて隠蔽を謀ったという選挙違反で告発された。ウォルターズは無実を主張したが、州と家族の利益を考えて手続きの長期化を避けるために罪を認めて罰金を払い、12ヶ月後に記録を抹消するという司法取引をした。ウォルターズは1991年の息子の自殺したことを一因とした政治家としてのプレッシャーと悪評を理由に1994年オクラホマ州知事選挙で再選を目指さなかった。

### 閣僚
- 州務長官 - ジョン・ケネディ (1991-1995)
- 農務長官 - ゲイリー・シェラー（英語版） (1991–1995)
- 教育長官 - サンディ・ギャレット（英語版） (1991–1995)
- エネルギー長官 - チャールズ・R・ネスビット（英語版） (1991–1995)
- 人事長官 - ジェームズ・トーマス (1991)、オスカー・B・ジャクソン・ジュニア（英語版） (1991–1995)
- 安全保障長官 - ロバート・フィッツパトリック (1991–1995)
- 運輸長官 - デルマス・フォード (1991-1995)
- 退役軍人長官 - ジョン・ウィリス (1991-1995)

## 上院議員選挙運動
2002年にウォルターズは連邦上院議員選挙で民主党候補として出馬したが、現職のジム・インホフに敗れた。